# Eugenia Bogdan
Eugenia Bogdan (n. 23 iulie 1941, Apele Vii, Dolj, România) a fost o profesoară de geografie și politician comunist român, membru supleant al Comitetului Central al Partidului Comunist Român în perioada 23 noiembrie 1979 – 22 noiembrie 1984.

## Biografie

### Studii
Eugenia Bogdan a absolvit Facultatea de Geografie, fiind profesor de geografie.

### Activitate
A fost membru de partid din 1960; a îndeplinit funcția de secretar al Comitetului comunal de partid Apele Vii (în
1979).

## Vezi și
- Lista membrilor Comitetului Central al Partidului Comunist Român